# Nombres del pueblo gitano

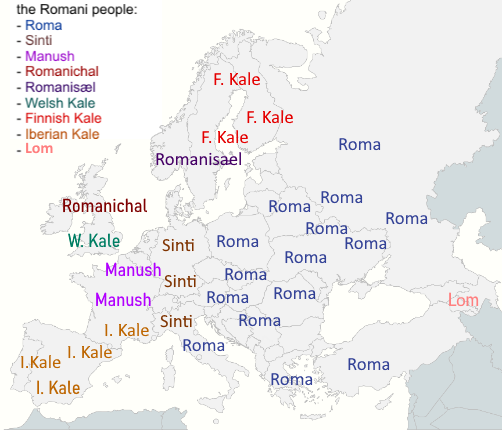
Distribución del pueblo gitano en Europa basada en la autodesignación

El pueblo romaní es también conocido como Pueblo gitano y por una variedad de otros nombres; en inglés como gypsies o gipsies, y Roma, en Greek como γύφτοι (gíftoi) o τσιγάνοι (tsiggánoi), en Europa Central y Oriental como Tsingani (y variantes), en Francia como gitans además de los fechados bohémiens, manouches, en Italia como zíngari y gitani, en España como gitanos, y en Portugal como ciganos.
También varían los nombres de los endónimos y las autodenominaciones: En Europa Central y Oriental, romaní es común. Los romaníes de Inglaterra se llaman a sí mismos (en Anglorromaní) Romanichal, los de Escandinavia (en el dialecto romani escandinavo) Romanisæl.
En la Europa de habla alemana, la autodenominación es Sinti, en Francia Manush, mientras que los grupos de España, Gales y Finlandia utilizan Kalo/Kale (de kalo que significa "negro" en lengua romaní).
Existen numerosos subgrupos y clanes con sus propias denominaciones, como los Kalderash, Machvaya, Boyash, Lovari, Modyar,  Xoraxai, Lăutari, etc.
En la lengua inglesa (según el  OED), Rom es un sustantivo (con el plural Romá o Roms) y un adjetivo, mientras que Romany es también un sustantivo (con el plural Romanies) y un adjetivo. Tanto Rom como Romany se utilizan en inglés desde el siglo XIX como alternativa a Gypsy. Romany también se escribe Romani, o Rommany.
A veces, rom y romani se escriben con una doble r, es decir, rrom y rromani, especialmente en Rumanía para distinguirse del endónimo rumano (români). Esto está bien establecido en el propio romaní, ya que representa un fonema (/ʀ/ también escrito como ř y rh) que en algunos dialectos romaníes ha permanecido diferente del que se escribe con una sola r.
Romaní es un término utilizado principalmente en contextos políticos para referirse al pueblo romaní en su conjunto. Aun así, algunos subgrupos de romaníes no se autoidentifican como tales, por lo que algunos estudiosos evitan utilizar el término romaní, ya que no todos los subgrupos romaníes aceptan el término.
Dado que todos los gitanos utilizan la palabra romaní como adjetivo, el término comenzó a utilizarse como sustantivo para todo el grupo étnico.
En la actualidad, el término romaní es utilizado por algunas organizaciones, como las Naciones Unidas y la Biblioteca del Congreso de los Estados Unidos. Sin embargo, el Consejo de Europa y otras organizaciones utilizan el término romaní para referirse al pueblo romaní en todo el mundo, y recomiendan que romaní se limite a la lengua y la cultura: Lengua romaní, cultura romaní.

## Etimología
Los gentilicios del pueblo romaní, Lom y  pueblo Dom comparten el mismo origen etimológico, reflejando el sánscrito ḍoma "un hombre de baja casta, que vive del canto y la música"
El origen último del término sánscrito ḍoma (tal vez de las lenguas munda o de las dravídicas) es incierto. Su raíz, ḍom, está relacionada con tocar el tambor, vinculada a la raíz verbal sánscrita ḍam- 'sonar (como un tambor)', tal vez un préstamo de las Dravidian, por ejemplo, Kannada. ḍamāra 'un par de tambores de tetera', y Telugu ṭamaṭama 'un tambor, tomtom'.

## Gypsy y gipsy
El término inglés gipsy o gypsy   se utiliza comúnmente para indicar al pueblo romaní, Tinkers y Viajeros, y el uso de la palabra gipsy en el inglés de hoy en día está tan extendido (y es un término legal bajo la ley inglesa-ver abajo) que algunas organizaciones romaníes lo utilizan en sus propios nombres de organización. Sin embargo -según el discurso de quienes estudian al pueblo romaní- la palabra, aunque a veces es adoptada positivamente por las personas romaníes, también es rechazada a veces por otras personas romaníes por considerarla ofensiva debido a su uso como insulto racial y a una connotación peyorativa que implica ilegalidad e irregularidad,  El término gitano se ha convertido en un término de uso común en los últimos años, y algunos diccionarios modernos recomiendan evitar el uso de la palabra gitano por completo o le dan una etiqueta negativa o de advertencia.
Una Comisión de investigación parlamentaria Británica  de la Cámara de los Comunes , tal como se describe en su informe Tackling inequalities faced by Gypsy, Roma and Traveller communities (publicado en 2019), afirmó sobre sus conclusiones en el Reino Unido que: "Preguntamos a muchos miembros de las comunidades gitana, romaní y nómada cómo preferían describirse a sí mismos. Aunque algunos consideran que el término "gitano" es ofensivo, muchas partes interesadas y testigos se sentían orgullosos de asociarse con este término, por lo que hemos decidido que es correcto y adecuado utilizarlo, cuando sea apropiado, a lo largo del informe." 
El Oxford English Dictionary afirma que un "gitano" es un 

member of a wandering race (by themselves called Romany), of Indian origin, which first appeared in England about the beginning of the 16th c.

. Según el OED, la palabra se utilizó por primera vez en inglés en 1514, con varios usos más en el mismo siglo, y tanto Edmund Spenser como William Shakespeare utilizaron esta palabra.
Este exónimo a veces se escribe con mayúscula, para mostrar que designa un grupo étnico. El término español gitano, el término francés gitan y el término vasco ijito tienen el mismo origen.
Durante los siglos XVI y XVII, el nombre se escribía de varias maneras: Egipcian, Egypcian, 'gypcian. La palabra gitano procede de las grafías que habían perdido la E inicial mayúscula, y esa es una de las razones por las que suele escribirse con la g inicial en minúscula. Con el paso del tiempo, la noción de "el gitano/la gitana" se modificó para incluir otros estereotipos asociados como el nomadismo y el exotismo. John Matthews en The World Atlas of Divination se refiere a las gitanas como "mujeres sabias. "
Coloquialmente, gitano/gitana se utiliza para referirse a cualquier persona que el hablante perciba que se ajusta a los estereotipos gitanos.

### Uso en el derecho inglés
El término gitano tiene varios significados que se desarrollan y se superponen en el derecho inglés. En virtud de la Caravan Sites and Control of Development Act 1960, los gitanos se definen como "personas de hábito de vida nómada, cualquiera que sea su raza u origen, pero no incluye a los miembros de un grupo organizado de feriantes, ni a las personas que participan en circos ambulantes, que viajan juntos como tales". La definición incluye grupos como New Age Travellers así como Nómadas irlandeses y Romanys.
"Los gitanos" de origen romaní son un grupo étnico reconocido a efectos de la Ley de Relaciones Raciales de 1976 desde el caso Commission for Racial Equality v Dutton 1989, al igual que los Nómadas irlandeses en Inglaterra y Gales desde el caso O'Leary v Allied Domecq 2000 (habiendo obtenido ya el reconocimiento en Irlanda del Norte en 1997).

## Lista de nombres

### Tsinganoi
En gran parte de la Europa continental, los gitanos son conocidos por nombres relacionados con el término τσιγάνοι de la griega. (tsinganoi):
| Eslavo | Germánico | Romaní | Otros Indo-European |
| --- | --- | --- | --- |
| - en bielorruso: цыгане - en bosnio: cigani - Búlgaro - цигани (Roma people) - циганин (male Roma) - циганка (female Roma) - циганче (Roma child) - en croata: cigani - en checo: cikáni/Romové - en macedonio: цигани / ѓупци - en polaco: Cyganie/Romowie - en ruso: цыгане - en serbio: цигани - en eslovaco: cigáni - en esloveno: cigani - en ucraniano: цигани | - en afrikáans: sigeuner del neerlandés - en danés: sigøjnere - en neerlandés: zigeuner - en alemán: Zigeuner - en islandés: sígaunar - noruego - bokmål sigøynere - nynorsk sigøynarar - en sueco: zigenare | - en francés: tsiganes, tziganes) - gallego - ciganos (los de Europa Central y del Este) - cíngaros (los de Italia) - en italiano: zingari, zigani - en portugués: ciganos, zíngaros - en rumano: țigani - en siciliano, zìngari, zanni - en español: cíngaros | - albanés Cigan - armenio գնչու, gnčʿu - en esperanto: Cigano - kurdo قەرەچی‎ qaraçı (del turco), دۆم‎ dom - en letón: čigāni - en lituano: Čigonai - Persa کولی Koli |

El nombre tiene su origen en el griego bizantino ἀτσίγανοι (atsinganoi, latín adsincani) o ἀθίγγανοι (athinganoi, literalmente "intocables"), término que se aplicaba a la secta de los melquisedechianos. Los Adsincani aparecen en un texto del siglo XI conservado en el Monte Athos, La vida de San Jorge el Athonita (escrito en lengua georgiana), como "un pueblo samaritano, descendiente de Simón el Mago, llamado Adsincani, que era un reconocido hechicero y villano". En el texto, el emperador Constantino Monomachos emplea a los Adsincani para exterminar a los animales salvajes, que estaban destruyendo la caza en el parque imperial de Philopation.